# GOLI
GOLI (GOLI MATSUMOTO)（ゴリ）は、株式会社コナミデジタルエンタテインメント所属のグラフィックデザイナー。同社の人気タイトル『beatmania IIDX』シリーズの看板デザイナーとして活動し、ポスター・サウンドトラック・コンシューマゲーム等のパッケージとグッズ等のイラストを手がける。
26という数字にこだわりがあり、「月刊アルカディア」誌上の連載やドラマCDにおける「ROOTS26」というタイトルや、IIDXキャラクターの総数を全26人と発言していることにも関連している。

## 作品集
- 2005年10月 - GOLIALIZZE GOLI MATSUMOTO ARCHIVES （A4判、184ページ、株式会社コナミデジタルエンタテインメント）